# یوری بالیان
یوری آرمناکی بالیان (ارمنی: Յուրի Արմենակի Բալյան؛  زادهٔ ۲۱ اکتبر ۱۹۳۸) موسیقی‌دان، نوازنده ترومپت اهل ارمنستان است. وی از سال میلادی تاکنون مشغول فعالیت بوده است.

## زندگی‌نامه
وی در ۲۱ اکتبر ۱۹۳۸ در ایروان به دنیا آمد و از کنسرواتوار دولتی کومیتاس ایروان فارغ‌التحصیل گشت. وی در کنسرواتوار دولتی کومیتاس ایروان و تالار آکادمی ملی اپرا و باله آلکساندر اسپنداریان فعالیت کرده است. همچنین برندهٔ جوایزی همچون هنرمند شایسته جمهوری ارمنستان (۱۹۹۰) شده است.